# Коваль Олександр Костянтинович
Олександр Костянтинович Коваль (нар. 10 лютого 1999) — український волейболіст, що грає на позиції центрального блокувальника, гравець збірної України та українського клубу Епіцентр-Подоляни.

## Життєпис
Народився 10 лютого 1999 року в місті Нікополь.
Спортивну кар'єру розпочав у 2018 році в Сумах у клубі ШВСМ-СумДу. Недогравши сезон 2018-2019 перейшов в Барком-Кажани.
Провівши за команду Барком-Кажани 4 сезони допоміг виграв усі найвищі нагороди України, Суперкубок України, Кубок України і Чемпіонат України.
Сезоні 2022-2023 підписав контракт з командою Епіцентр-Подоляни.
В 2024 році отримав виклик в збірну України. Став переможцем турніру Золотої Євроліги 2024 .

## Досягнення

### Клубні
Україна 
- Чемпіон України (3): 2018–2019, 2020–2021, 2024–2025.
- Срібний призер України (3): 2021–2022, 2022–2023, 2023–2024.
- Переможець Кубка України (5): 2018-2019, 2020-2021, 2022-2023, 2023-2024, 2024-2025.
- Переможець Суперкубка України (5): 2018, 2019, 2020, 2023, 2024.
- Фіналіст Суперкубка України: 2021.

### У збірній
- Чемпіон Євроліги :  2024.

### Індивідуальні
- Найкращий блокуючий Чемпіонату України 2024–2025.